# Даузенау
Даузенау (нем. Dausenau) — община в Германии, в земле Рейнланд-Пфальц. 
Входит в состав района Рейн-Лан. Подчиняется управлению Бад Эмс.  Население составляет 1311 человек (на 31 декабря 2010 года). Занимает площадь 9,81 км².